# Вавилонська війна
Вавилонська війна (311–309 до н.е. ) — один з низки конфліктів, які відомі як війни діадохів («наступників» Александра Македонського). Сторонами конфлікту виступали Селевк I Нікатор та Антигон I Одноокий. Наслідком війни стало утворення Держави Селевкидів завдяки тому що Селевк одержав контроль над східними сатрапіями колишньої імперії Александра. Також війна продемонструвала неможливість відновлення імперії Александра Македонського.

## Передумови
Після смерті Александра Македонського 11 червня 323 р. до н.е. його імперія розпалась. Воєначальникам, які намагалися її зберегти, було завдано поразки у Першій війні діадохів. Під час Другої війни діадохів зростала сила Антигона I Одноокого який створив власну державу на територіях Сирії та Анатолії. Це занепокоїло інших воєначальників. Під час Третьої війни діадохів Антигону вдалося впоратися з єгипетським правителем Птолемеєм I Сотером та македонським царем Кассандром. У грудні 311 р. воюючі сторони підписали Династичний мир і визнали один одного. Єдиним кого не включили до миру, був Селевк I Нікатор. Антигон завдав йому, тоді ще сатрапу Вавилонії, поразки 316 р. до н.е., але Птолемей виділив Селевку військо, яке той використовував для повернення своїх володінь.

## Бойові дії
Селевк, підсиливши свою армію македонськими ветеранами з Карр, досягнув Вавилону у другій половині травня 311 р. до н.е. і згодом був визнаний законним правителем. Лише фортеця поблизу міста залишалася під контролем сил Антигона. Селевк наказав збудувати дамбу на річці Євфрат, що спричинило появу штучного озера. У серпні він наказав зруйнувати дамбу внаслідок чого стіни фортеці було зруйновано потоком води.
Сатрапи Антигона у Медії та Арії, Ніканор та Евагор, почати діяти проти Селевка своїми військами загальною чисельністю 10 тис. піхотинців та 7 тис. вершників. Селевк зі своєю армією з 3 тис. піхотинців та 400 кавалеристів вже чекав на них на річці Тигр з вересня. Селевк переміг завдяки тому, що заховав своїх воїнів у болотах та атакував уночі. Після того як він розбив македонців у війську сатрапів інші солдати — переважно іранці, або втекли або перейшли на бік правителя Вавилону. Після цього, без жодних проблем, Селевк перетнув гори Загрос та окупував Ектабану (столицю Медії) та Сузи (столицю Еламу). Тепер він контролював території сучасних півдня Іраку та більшу частину Ірану.
Новина про поразку Ніканора та Евагора досягла Антигона під час підписання Династичного миру (грудень 311 р. до н.е.). Щоб відновити свою владу на цих землях, він послав проти Селевка свого сина — Деметрія Поліоркета ("Облогувача"). Він прибув ранньою весною 310 р. до н.е., коли Селевк знаходився на сході. Незважаючи на те, що Деметрію вдалося захопити Вавилон, через опір, організований прихильниками Нікатора, йому довелося повернутися до Сирії, не досягнувши свого завдання. Після цього, його батько, Антигон здійснив другу спробу відвоювати у Селевка території, також дійшов до Вавилону однак був вимушений повернутися в березні 309 р. до н.е. На шляху назад він зустрівся з військом очолюваним самим Селевком. Вавилонський правитель наказав своїм воїнам поїсти вночі, а зранку атакував снідаючу армію Антигона, яка не очікувала нападу, і отримав рішучу перемогу.

## Значення
Антигон програв і визнав, що Вавилон, Медія та Елам належать Селевкові. Переможець направився на схід, до долини Інду, де заключив договір з місцевим правителем Чандраґуптою Маурьєю. За договором індійський імператор отримував від Селевка частини територій сучасних Афганістану, Пакистану та західної Індії. Селевк, в свою чергу, отримував 500 бойових слонів. Таким чином, маючи під своїм контролем просторі землі Ірану Селевк стає наймогутнішим з діадохів. Війна показала що відновлення Імперії Александра Македонського більше не є  можливим (це також підтвердила Четверта війна діадохів та битва при Іпсі 301 р. до н. е.).